# Смит, Фенвик
Фенвик Смит (англ. Fenwick Smith; 1949 — 19 июля 2017) — американский флейтист и педагог.
Окончил Истменовскую школу музыки (1972), ученик Джозефа Мариано. С 1974 г. выступал в составе камерного оркестра Boston Musica Viva и в составе Духового квинтета Новой Англии, затем в 1978—2006 гг. вторая флейта в Бостонском симфоническом оркестре, в течение пяти лет исполнял обязанности принципала. Как солист с 1977 г. выступал в Бостоне с ежегодным концертом камерной музыки. C 1984 года был членом Бостонского общества камерной музыки. Преподавал в Консерватории Новой Англии.
Среди записей Смита — полное собрание сочинений для флейты Филиппа Гобера (три диска), произведения Артура Фута, Шарля Кеклена, Эрвина Шульгофа, Богуслава Мартину, Аарона Копленда, Вирджила Томсона, Джона Кейджа, камерные ансамбли с участием флейты Карла Райнеке и Неда Рорема; среди прочего, Смит принимал участие в записи альбома Дон Апшоу «Девушка с апельсиновыми губами», удостоенного в 1991 году премии «Грэмми».